# Ruchy tektoniczne
Ruchy tektoniczne – wielkoskalowe ruchy litosfery zachodzące głównie pod wpływem procesów zachodzących wewnątrz Ziemi, ale także wielkoskalowych egzogenicznych. Rozróżnia się ruchy lądotwórcze (epejrogeneza) i górotwórcze (orogeneza).